# Henck van Dijck

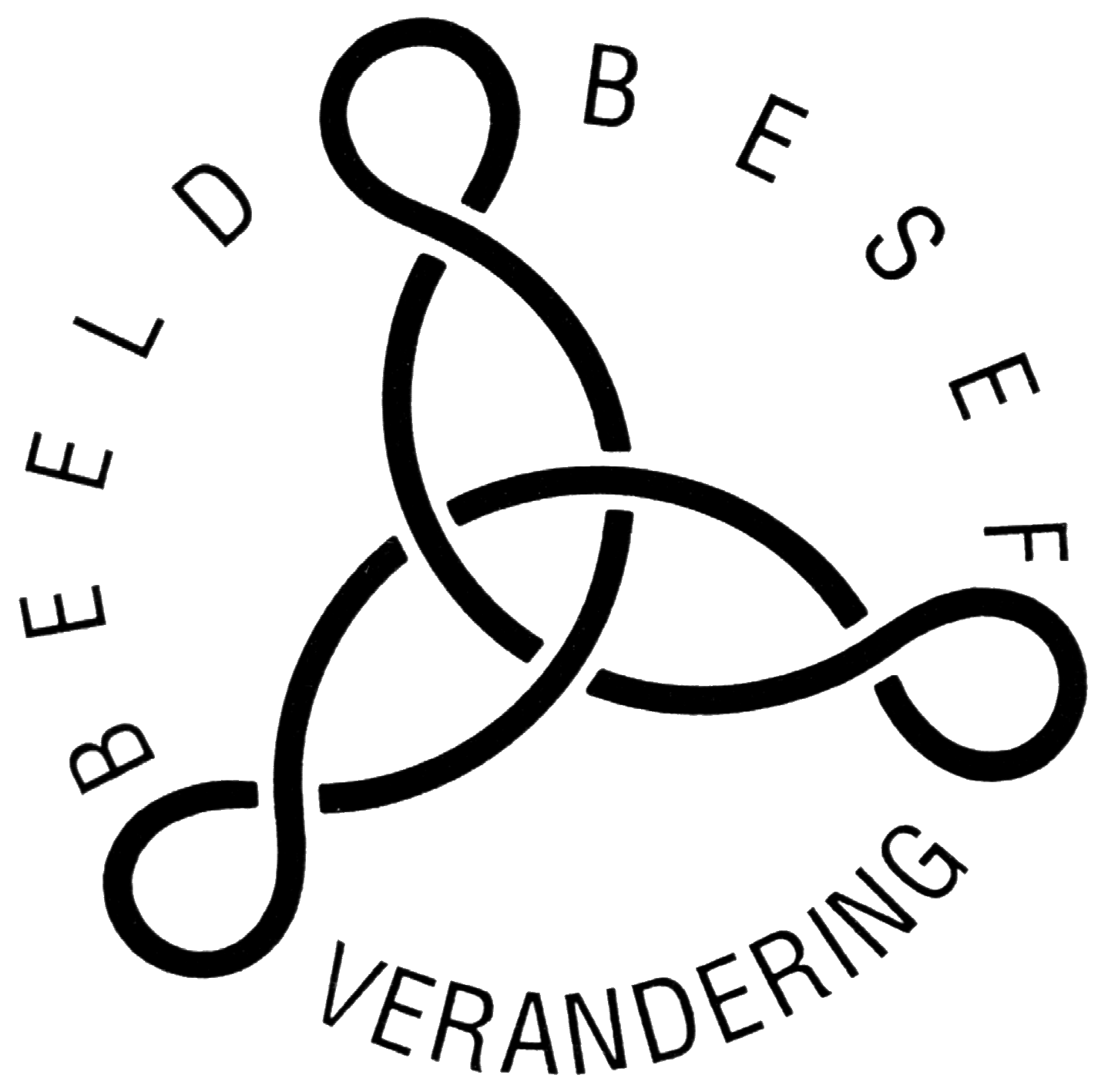
Logo: Beeld - Besef - Verandering, 1980-1982

Henck van Dijck (Someren, 14 juli 1956) is een Nederlands kunstenaar, beeldhouwer en ontwerper. Van Dijck studeerde aan de AKI (Academie voor Kunst en Industrie) te Enschede bij Sigurdur Gudmundsson, van 1978 tot 1982. Hieraan vooraf ging een opleiding voor reclametekenaar/ontwerper aan de Grafische School Eindhoven (het huidige Grafisch lyceum Eindhoven).
Henck van Dijck is synergist sinds 1981. Zijn werken gaan vaak over beeldcommunicatie, met als persoonlijk motto: "Ieder beeld komt een ander beeld tegen", wat ook vervat is in zijn logo: "beeld-besef-verandering".

## Biografie

### Werk

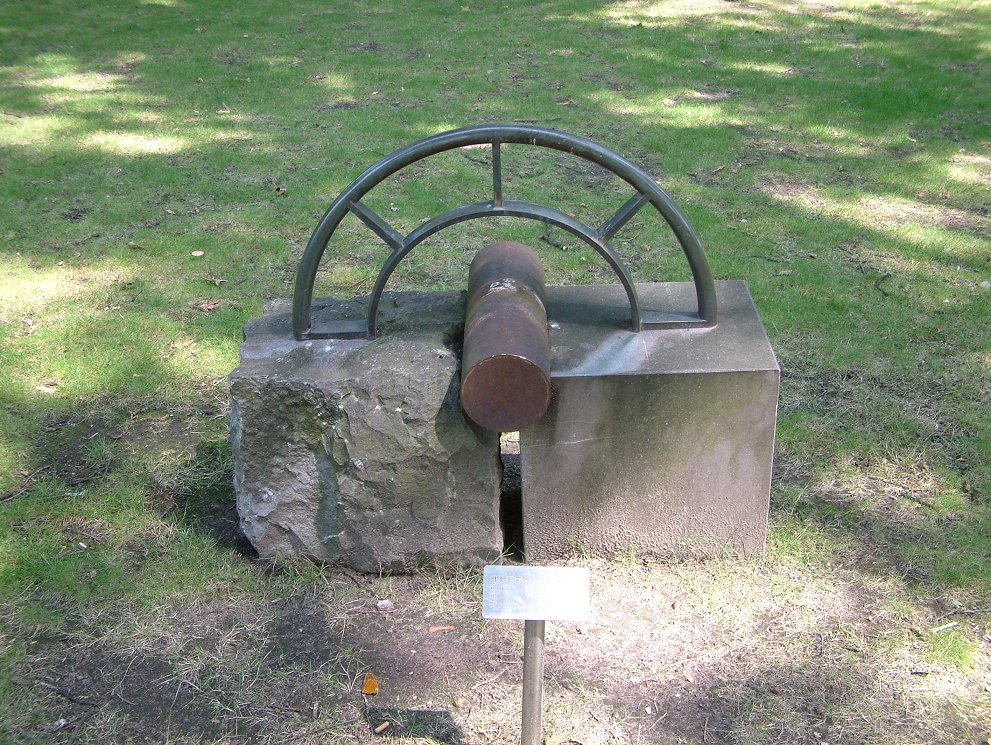
Parkbeeld, 1989 in het Stadswandelpark, Eindhoven

Zijn werk zou je kunnen typeren als veelomvattende ideeën op kleine schaal verbeeld in dagelijkse objecten en materialen. Je hoeft de beelden niet allemaal te begrijpen om een redelijk vermoeden te krijgen dat de kringloop van het leven een belangrijke rol speelt. Soms in concrete natuurkundige zin, in andere gevallen in existentiële zin. Ook humor komt vaak in zijn werken voor.

### Kistreis
In 1979 bij een eerstejaars academieopdracht over berichtgeving stuurde Henck van Dijck zichzelf per kist via transportbedrijf Van Gend & Loos van Zwolle naar Enschede. De Twentsche Courant lichtte de politie in, en het goederentreinverkeer tussen Zwolle en Enschede werd voor enkele uren stilgelegd. Na een urenlange zoektocht door de spoorwegpolitie en het VPRO-programma "VPRO-expresse" werd Van Dijck gevonden en voor korte tijd ingesloten wegens het overtreden van de vervoerswet. Dit leidde tot aandacht in zowel de regionale als de nationale media.

### Thema's
Zeer uitgesproken vertaalt Henck van Dijck zijn betrokkenheid met de natuur en zijn vrees voor de vernietiging ervan. Gelijk de Ouroboros, de slang die in zijn eigen staart bijt, verwerkt Van Dijck principes als recycling, wederkeer en de mogelijkheid van stromen in zijn werk. Hij noemt het de dialoog binnen het beeld. In zijn werk steekt Van Dijck, evenals Marcel Duchamp, de draak met de doelrationaliteit die onze samenleving en cultuur beheerst (in plaats van readymades spreekt hij over re-mades of re-maid). Zijn beelden werken daardoor vervreemdend en laten zich niet op het eerste gezicht begrijpen. Ze dwingen de kijker tot een nadere beschouwing. Zijn tekeningen, autonome werken en de specifiek voor een locatie, in opdracht vervaardigde beelden hebben een ethisch karakter, zij het met een licht ironische en relativerende ondertoon.

### Kringloopbewustzijn

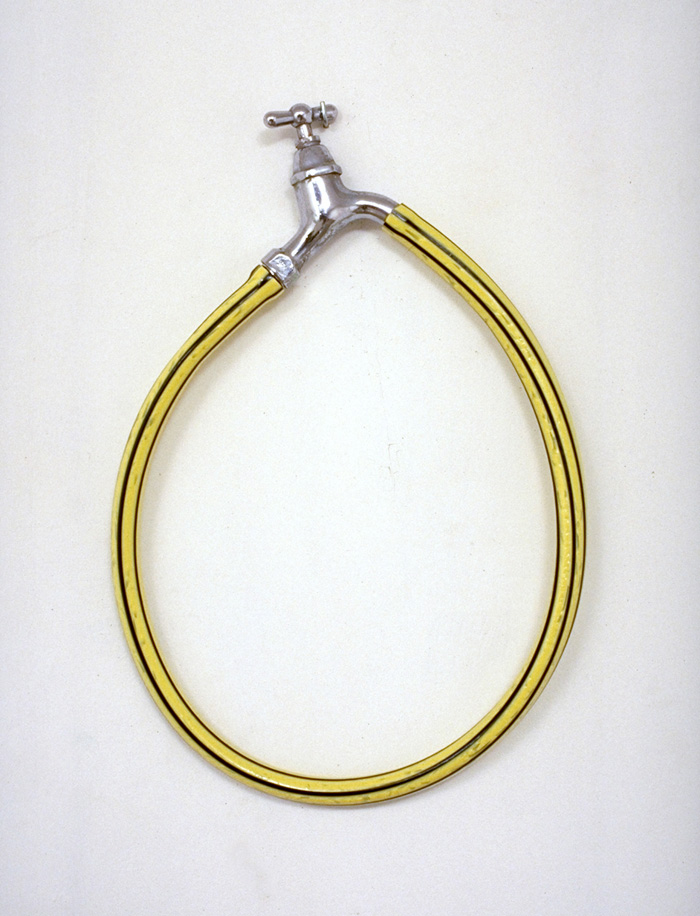
Kraan zonder titel, 1986

Al vroeg, vanaf begin jaren tachtig van de vorige eeuw, toonde Henck van Dijck vanuit zijn discipline als kunstenaar/ontwerper aandacht voor maatschappelijke thema's als milieu en hergebruik, welke visie zeer vooruitlopende overeenkomsten vertoont met de huidige populaire Cradle to cradle (C2C) filosofie, zoals o.a. weergegeven in het boek Cradle to Cradle: Remaking the Way We Make Things (2002) van William McDonough en Michael Braungart. In interviews en artikelen over zijn werk wordt door Van Dijck steeds gewezen op principes als recycling, kringloop en het belang van bijvoorbeeld een levenscyclusanalyse. In artikelen als De kringloop van Henck van Dijck, door Wouter Welling (1989), Sporen, een beschouwing door cultuurfilosoof Prof. Dr. Jos de Mul (1991), Het besef van kringloop, door Prof. Dr. Jan Renkema (1992) en Kringloopbewustzijn in woord en beeld, door Mathilde Kuper (2002), een afstudeerscriptie over dit onderwerp, welke specifiek handelt over het belang en de inzet van een goede beeldcommunicatie worden deze principes nader uitgewerkt. Zijn beeld Kraan zonder titel (1986) is misschien wel de simpelste en helderste uitspraak van dit soort: de uiteinden van de slang zijn hier verbonden met de aanvoer en de uitstort van een kraan, als bij het oeroude symbool hiervoor: de Ouroboros, de slang die in zijn eigen staart bijt.

### Denkbeelden
Zijn werk toont verwantschap met de conceptuele kunst en met de semiotiek; de wetenschap die onderzoekt hoe niet alleen woorden, maar ook beelden en voorwerpen betekenissen kunnen overdragen (zgn. beeldcultuur). Naast de verbeelde spreekwoordelijke vingerwijzing waarmee Van Dijck de kijker een mening wil ontlokken, appelleren de denkbeelden van Henck van Dijck bovenal aan het verbeeldende vermogen van de kijker om het beeld via een denkbeeldig parcours, te weten: beeld-besef-verandering, een eigen imaginair leven te laten leiden. Henck van Dijck ontving voor zijn werk in 1989 de Sandberg Aanmoedigingsprijs Beeldende Kunst van het Amsterdams Fonds voor de Kunsten.

### Beelden en opdrachten in openbare ruimte

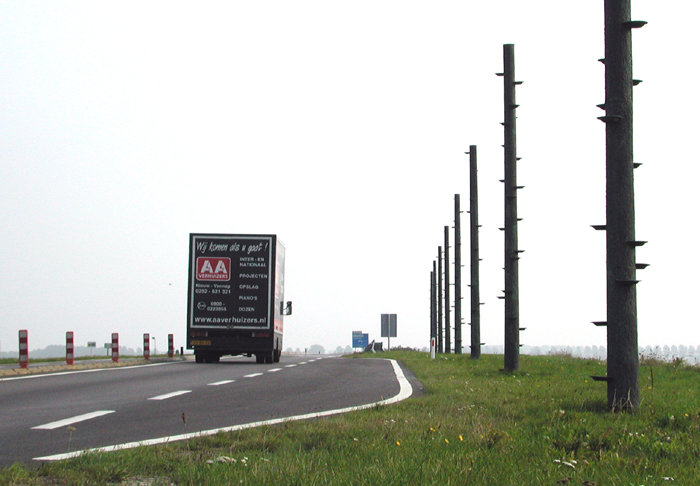
Debet & Credit (1997), Haarlemmermeer

- Debet & Credit (1997), brons - 6,5 × 130 meter. Geplaatst naast het wegtracé van autoweg N-207, bij het viaduct over de Hoofdvaart in de Haarlemmermeer. Opdrachtgevers: Provincies Noord- en Zuid-Holland en de gemeenten Hillegom en Haarlemmermeer.
- Dependance (1991, ontwerp 1989), beton, RV staal, veenaarde, varens, nevelaars - 4 × 8 × 8 meter. Locatie: MTS Bergen op Zoom, oplevering 1991. Opdrachtgever: via Kunst en Bedrijf, Amsterdam.
- Parkbeeld (1989), graniet, brons, cortenstaal - hoogte 101 cm. Locatie: Beeldentuin Stadswandelpark Eindhoven. Opdrachtgever: Gemeente Eindhoven.
- Huisvrouw (1994), brons - hoogte 140 cm. Locatie: Gemeente Nuenen. Opdrachtgever: Gemeente Nuenen en Bouwbedrijf Baten, Geldrop.
- Ikoon 5 (2009), Landgoed Waalre, ontwerp toiletgebouwtje met beeld Ikoon; koperen buis, industriële kraan, kunststof filter - ca. 120 × 90 cm.

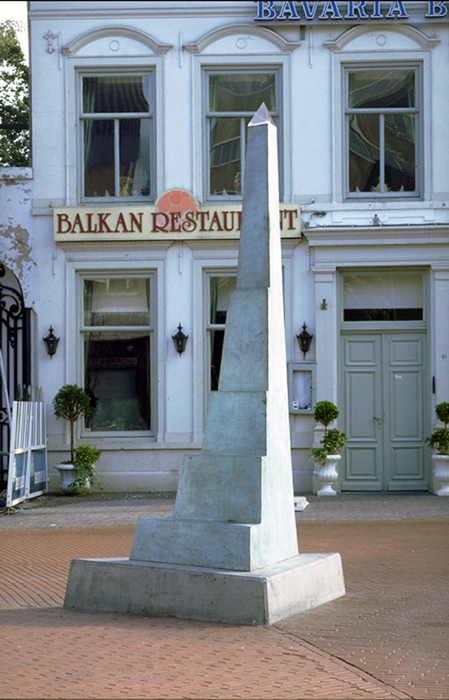
De Bekoring, de Wijsheid en het Gevaar (1995), Eindhoven

- De bekoring, de wijsheid en het gevaar (1995), brons, acrylaat, Philips QL-verlichting, beton - 350 × 117 × 105 cm. Geplaatst op het Stratumseind, Eindhoven. Opdrachtgevers: Gemeente Eindhoven en Wegenbouwbedrijf Heijmans NV.
- Suretown Pollux (2005), hoogwaardige kunststof met elektronica en led-verlichting. Een multifunctioneel parkeerpaaltje waarin zowel licht als geluid verwerkt zijn, naast een functie als fietsparkeerelement. Het parkeerelement kan ook als afzetpaaltje dienen, of als bewegwijzering en markering van gebieden.
- Viadebet & Viacredit (2015), brons - 7 × 52 meter. Het Kunstwerk met de naam Debet & Credit aan de N-207 werd in december 2010 vernield door bronsdieven, waarbij vier van de acht bronzen bomen werden gestolen. Van de resterende bronzen bomen is door kunstenaar Henck van Dijck in opdracht van de Provincie Noord-Holland een nieuw tweedelig kunstwerk gemaakt. De nieuwe beelden Viadebet & Viacredit staan naast het wegtracé van autoweg N-207, in de middenberm, nabij het viaduct van de Rijnlanderweg in de Haarlemmermeer. Viadebet & Viacredit is op 1 oktober 2015 met de heropening van de weg opgeleverd. Opdrachtgever: Provincie Noord-Holland.